# Gare de Saint-Benoît - Saint-Aignan
La gare de Saint-Benoit - Saint-Aignan est une gare ferroviaire française, fermée, de la ligne d'Orléans à Gien. Elle est située, au nord du bourg et à 4 km de Saint-Benoît-sur-Loire. sur le territoire de la commune de Bray-Saint-Aignan, dans le département du Loiret, en région Centre-Val de Loire.
Elle est fermée au service des voyageurs, comme la ligne, depuis 1939. Un projet prévoit une réouverture de ce service à une date indéterminée.

## Situation ferroviaire
Établie à 127 mètres d'altitude, la gare de Saint-Benoit - Saint-Aignan est située au point kilométrique 155,093 de la ligne d'Orléans à Gien entre les gares de Saint-Martin-d'Abbat (à 4 km vers l'Ouest) et de Bray-en-Val (à 3,5 km vers l'Est).

## Histoire
La suppression du trafic voyageur intervient le 15 mai 1939.

## Projet de réouverture
Depuis 1993, plusieurs projets de réouverture de la ligne aux voyageurs sont étudiés,.